# Завод добрив у Пінкенба
Завод добрив у Пінкенба (Pinkenba) – колишній виробничий майданчик на сході Австралії, в одному з районів міста Брисбен. 
В 1939 році компанія A.C.F. and Shirleys Fertilizers Ltd почала спорудження у Пінкенба заводу з виробнцитва фосфорного добрива – суперфосфату. Після того, як в 1942-му японці захопили острова Науру та Оушена, що були головним джерелом фосфоритів, будівництво призупинили, так що введення заводу в експлуатацію припало вже на 1946 рік. Первісна потужність підприємства становила 25 тисяч тонн суперфосфату на рік, а технологічний процес передбачав обробку фосфоритів сульфатною кислотою, яку продукували на цьому ж майданчику.
Завод запезпечував суперфосфатом фермерів всього штату Квінсленд, допоки в середині 1950-х A.C.F. and Shirleys Fertilizers не ввела в дію другий суперфосфатний завод в Кернсі на півночі штату.
У 1966 році в Пінкенба запустили виробництво фосфорної кислоти, яку так само отримують обробкою фосфоритів сульфатною кислотою, проте за іншою технологією. Потужність майданчику по фосфорній кислоті становила 100 тонн на добу (в перерахунку на пентаоксид фосфору), при цьому вона використовувалась далі для продукування:
- концентрованих фосфорних добрив (відомо, що обробкою фосфоритів фосфатною кислотою можливо отримати потрійний суперфосфат, а обробка фосфатною та сульфатною кислотами дає подвійний суперфосфат); 
- азотно-фосфорних добрив у вигляді моноамонійфосфату та діамонійфосфату, які отримують реакцією фосфорної кислоти з аміаком. 
Постачальником аміаку виступав розташований поруч завод компанії Ammonia Company of Queensland Pty. Ltd., засновниками якої виступили все та ж A.C.F. and Shirleys Fertilizers та британський хімічний концерн Imperial Chemical Industries (ICI), що діяв через свою дочірню структуру Imperial Chemical industry of Australia and New Zealand Limited (ICIANZ або I.C.I.A.N.Z.). Завод аміаку мав річну потужність у 50 тисяч тонн та став до ладу в 1965 (за іншими даними – 1966) році. Як сировину використовували naphtha (суміш легких рідких вуглеводнів, що в цілому відповідає конденсату). 
Вже 1970-му унаслідок злиття A.C.F. and Shirleys Fertilizers з Austral Pacific Fertilisers (нещодавно запустила свій аміачний завод в Гібсон-Айленді, на протилежному березі річки від Пінкенба) та Eastern Nitrogen Ltd (мала завод азотних добрив у Коорганзі, в сусідньому штаті Новий Південний Уельс) виникла компанія Consolidated Fertilizers Limited (CFL), що в 1983-му була перейменована на Incitec. Поява об’єднаної компанії дозволила оптимізувати розміщення виробнцитва, так, продукування фосфатів амонію в Пінкенба припинили, натомість фофсорну кислоту почали перекачувати по трубопроводу під річкою Брисбен до заводу на Гібсон-Айленді.
Наприкінці 1980-х років завод у Пінкенба закрили.